# Стари надгробни споменици у Шаранима
Стари надгробни споменици у Шаранима (Општина Горњи Милановац) чине мању споменичку групу на локалном гробљу. Уз споменике у порти Цркве Светог Саве на Савинцу представљају значајан извор података за проучавање генезе становништва овог села.

## Шарани
Село Шарани налази се у јужном делу општине Горњи Милановац, на обалама реке Дичине. Граничи се са селима Брђани, Семедраж, Таково, Лочевци и Дренова, а на југозападној страни са Милићевцима у општини Чачак. Шарани имају осам засеока: Долове, Шаренац, Озрића Брдо, Башчину, Сађевине, Под, Јечмину, Луку и Савинац, варошицу која је формирана када је кнез Милош 1819. године крај извора лековите воде уз Дичину подигао Цркву Светог Саве. Овуда води деоница Аутопута „Милош Велики”.
Сматра се да је у средњем веку ово било рударско место. У турским дефтерима помиње се као село Андратница или Андретница. Поред староседелаца, ново насељавање започело је крајем 18. и у 19. веку становништвом из Црне Горе, Босне и Херцеговине и околине Ужица.
Сеоска слава је пети четвртак од Ускрса.

### Сеоско гробље
Сачуван је мањи број старих надгробних споменика. Хронолошки најстарији су масивни крстови и ниски споменици са геометријским урезима различитих величина и форми. Бројчано доминирају споменици у облику стуба и вертикалне плоче које се завршавају декоративно обрађеним крстом.